# Ali Mendjeli
Pour la ville, voir Ali Mendjeli (ville).
Ali Mendjeli né le 7 décembre 1922 à Azzaba dans la région de Skikda et mort dans la même commune le 14 avril 1998, est un militaire et homme politique algérien, 
Membre du Mouvement pour le triomphe des libertés démocratiques, il gagne le maquis en 1955.

## Carrière militaire
- Membre du commandement des forces générales de l’ALN (1958)
- Membre du Conseil national de la Révolution algérienne (1959)[2]
- Membre de la Cour Martiale chargée de juger les opposants au GPRA[3]
- Adjoint du chef d'État-Major (1960)[4],[5]

## Carrière politique
- Député puis vice-président de la première Assemblée populaire nationale en 1962[6]
- Membre du Conseil de la Révolution en 1965[7]

Il démissionne en 1967, peu avant la tentative de coup d’État de Tahar Zbiri et du Clan d'Oujda.

## Décorations
- Ahid de l'ordre du Mérite national d'Algérie.